# Jaume Bartumeu

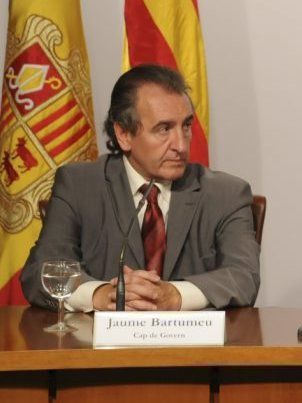
Jaume Bartumeu (2009).

Jaume Bartumeu (Andorra la Vella, 10 november 1954) is een Andorrees rechter en voormalig minister-president van zijn land. Bartumeu was in 2000 medeoprichter van de Sociaaldemocratische Partij. Tussen 2000 en 2004 was hij voorzitter van deze partij. 
Bij de Andorrese parlementsverkiezingen in 2009 kwam de Sociaaldemocratische Partij met 45,03% als winnaar uit de bus en werd Bartumeu regeringsleider. Hij volgde Albert Pintat op. Op 11 mei 2011 werd hij opgevolgd door Antoni Martí.